# Vaucelles

Vaucelles este o comună în departamentul Calvados, Franța. În 1 ianuarie 2022 avea o populație de 600 de locuitori.